# Жаботин
Жа́ботин (Жиботин, укр. Жаботин) — село в Каменском районе Черкасской области Украины.
Население по переписи 2001 года составляло 1 270 человек. Почтовый индекс — 20822. Телефонный код — 4732.

## География
Село расположено в 20 км на северо-восток от районного центра и железнодорожной станции Каменка.

## История
Киевский полковник, племянник гетмана Богдана Хмельницкого, Яненко-Хмельницкий, по поручению Юрия Хмельницкого, в конце 1678 года, соединившись с татарами, сжёг и разорил город Канев, а города же Мошны, Корсунь и Жаботин, напуганные его жестокостью, сдались сами.
В 1768 году запорожец Железняк распустив слух, что у него имеется указ императрицы Екатерины («Золотая грамота»), предписывающий восстать против поляков за притеснение православия и избивать их, собрал вокруг себя большой отряд гайдамаков взял местечко Жаботин, потом местечко Лисянку, перебил спасавшихся здесь шляхтичей и евреев и направился к замку Потоцких, Умани.
По ревизии проводимой в России, в 1847 году, имелось Жаботинское «еврейское общество» в составе 543 душ, а по переписи 1897 года, в уезде, евреи представлены в наибольшем % среди 1 950 жителей Жаботина — 272 человека. 
Согласно энциклопедическому словарю Брокгауза и Ефрона в конце XIX века местечко Жаботин (Жиботин) при реке Тясмяне, относилось к Черкасскому уезду Киевской губернии. В нём проживало 2 700 человек. Вблизи местечка располагались курганы и остатки укреплений.
На начало XX столетия, в местечке Черкасского уезда Киевской губернии были винокуренный и сахарный заводы, и проживало 3 000 жителей обоего полу.

## Достопримечательности
В селе расположена деревянная церковь Успения Пресвятой Богородицы, построенная без единого гвоздя в 1851 году. Близ Жаботина находился Мотренинский монастырь.

## Известные люди
В селе родился украинский геолог, общественный и политический деятель Фёдор Петрович Швец (1882—1940).

## Местный совет
Местный совет имеет почтовый адрес: улица Кирова, дом № 3, село Жаботин, Каменский район, Черкасская область, 20822.

## Археология
Археологический горизонт Жаботин-II раннескифского Жаботинского поселения датируется около 750—700 годами до н. э. и характеризуется прежде всего появлением новых типов керамики и орнамента столовой посуды.

## Интересные факты
Название села послужило основой для фамилии Жаботинский.